# Tatsuki Suzuki

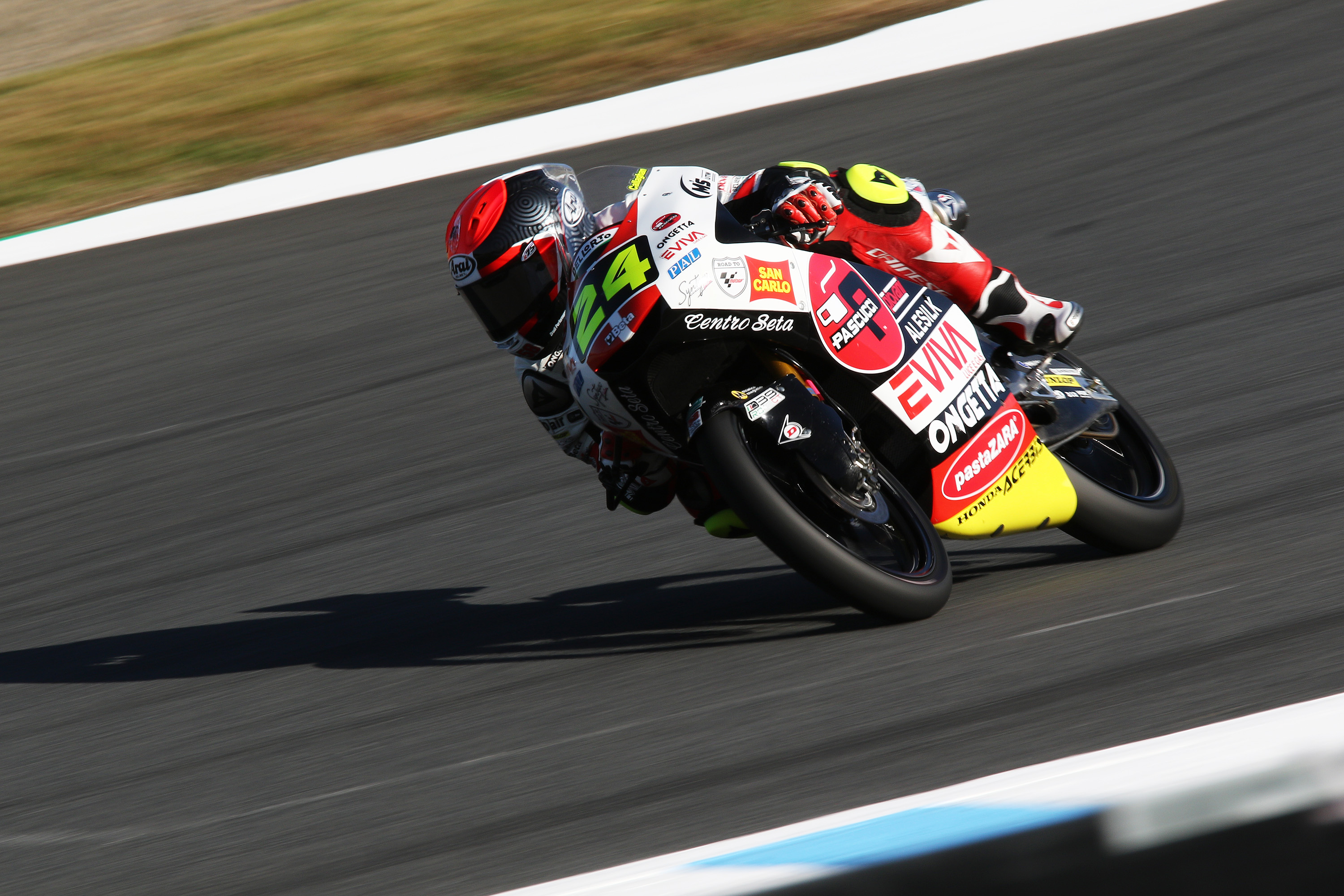
Tatsuki Suzuki tijdens de Grand Prix van Japan 2018.

Tatsuki Suzuki (Japans: 鈴木 竜生, Suzuki Tatsuki) (Chiba, 24 september 1997) is een Japans motorcoureur.

## Carrière
Suzuki begon zijn motorsportcarrière in diverse juniorkampioenschappen in Japan. In 2014 stapte hij over naar het Spaanse Moto3-kampioenschap. Op een Honda scoorde hij slechts twee punten via twee vijftiende plaatsen op het Circuito Permanente de Jerez en het Circuito de Albacete, waardoor hij op plaats 31 in het kampioenschap eindigde.
In 2015 maakte Suzuki zijn debuut in het wereldkampioenschap wegrace in de Moto3-klasse bij het team CIP op een Mahindra. In de tweede helft van het seizoen wist hij tweemaal punten te scoren: met een tiende plaats in Groot-Brittannië en een dertiende plaats in zijn thuisrace eindigde hij op plaats 28 in het klassement met 9 punten. In 2016 bleef hij actief bij CIP en eindigde hij regelmatig in de top 15, met een elfde plaats in Duitsland als beste klassering. Met 16 punten verbeterde hij zichzelf naar plaats 27 in de eindstand.
In 2017 stapte Suzuki binnen de Moto3 over naar het team SIC58 Squadra Corse, waar hij op een Honda uitkwam. Bij dit team verbeterden zijn resultaten flink: in iedere race waarin hij aan de finish kwam, scoorde hij punten, met een vierde plaats tijdens zijn thuisrace als beste resultaat. Met 71 punten werd hij veertiende in het klassement. In 2018 bleef hij aan bij het team en behaalde opnieuw een vierde plaats in Australië. Opnieuw werd hij veertiende in het kampioenschap met 71 punten. In 2019 behaalde hij tijdens de Grand Prix van Spanje zijn eerste podiumfinish met een tweede plaats achter zijn teamgenoot Niccolò Antonelli. In San Marino startte hij voor het eerst vanaf pole position en scoorde zijn eerste Grand Prix-overwinning.

## Statistieken

### Grand Prix

#### Per seizoen
| Seizoen | Klasse | Motor     | Team                           | Races | Winst | Podiums | Poles | SR | Ptn | Pos |
| ------- | ------ | --------- | ------------------------------ | ----- | ----- | ------- | ----- | -- | --- | --- |
| 2015    | Moto3  | Mahindra  | CIP                            | 18    | 0     | 0       | 0     | 0  | 9   | 28e |
| 2016    | Moto3  | Mahindra  | CIP-Unicom Starker             | 18    | 0     | 0       | 0     | 0  | 16  | 27e |
| 2017    | Moto3  | Honda     | Sic58 Squadra Corse            | 18    | 0     | 0       | 0     | 0  | 71  | 14e |
| 2018    | Moto3  | Honda     | Sic58 Squadra Corse            | 17    | 0     | 0       | 0     | 0  | 71  | 14e |
| 2019    | Moto3  | Honda     | Sic58 Squadra Corse            | 19    | 1     | 2       | 1     | 2  | 124 | 8e  |
| 2020    | Moto3  | Honda     | Sic58 Squadra Corse            | 13    | 1     | 2       | 3     | 0  | 83  | 12e |
| 2021    | Moto3  | Honda     | Sic58 Squadra Corse            | 18    | 0     | 0       | 2     | 1  | 76  | 14e |
| 2022    | Moto3  | Honda     | Leopard Racing                 | 20    | 0     | 3       | 1     | 0  | 130 | 7e  |
| 2023    | Moto3  | Honda     | Leopard Racing                 | 12    | 1     | 1       | 0     | 0  | 50  | 19e |
| 2024    | Moto3  | Husqvarna | Liqui Moly Husqvarna Intact GP | 20    | 0     | 0       | 0     | 2  | 91  | 14e |
| Totaal  | Totaal | Totaal    | Totaal                         | 173   | 3     | 8       | 7     | 5  | 721 |     |

#### Per klasse
| Klasse | Seizoenen | 1e GP      | 1e podium   | 1e winst        | Races | Winst | Podiums | Poles | SR | Ptn | Kampioen |
| ------ | --------- | ---------- | ----------- | --------------- | ----- | ----- | ------- | ----- | -- | --- | -------- |
| Moto3  | 2015-2024 | Qatar 2015 | Spanje 2019 | San Marino 2019 | 173   | 3     | 8       | 7     | 4  | 721 | 0        |
| Totaal | 2015-2024 | 2015-2024  | 2015-2024   | 2015-2024       | 173   | 3     | 8       | 7     | 5  | 721 | 0        |

#### Races per jaar
(vetgedrukt betekent pole positie; cursief betekent snelste ronde)
| Jaar | Klasse | Motor     | 1       | 2       | 3       | 4       | 5       | 6       | 7       | 8       | 9       | 10      | 11      | 12      | 13      | 14      | 15      | 16      | 17      | 18      | 19      | 20     | Pos | Ptn |
| ---- | ------ | --------- | ------- | ------- | ------- | ------- | ------- | ------- | ------- | ------- | ------- | ------- | ------- | ------- | ------- | ------- | ------- | ------- | ------- | ------- | ------- | ------ | --- | --- |
| 2015 | Moto3  | Mahindra  | QAT 23  | AME DNF | ARG 27  | SPA 23  | FRA DNF | ITA DNF | CAT 22  | NED DNF | DUI DNF | INP 23  | TSJ 20  | GBR 10  | SMR DNF | ARA 16  | JPN 13  | AUS DNF | MAL 21  | VAL DNF |         |        | 28  | 9   |
| 2016 | Moto3  | Mahindra  | QAT 28  | ARG 27  | AME 19  | SPA 15  | FRA 15  | ITA 19  | CAT 14  | NED DNF | DUI 11  | OOS DNF | TSJ 13  | GBR 25  | SMR DNF | ARA 21  | JPN 15  | AUS 13  | MAL DNF | VAL 18  |         |        | 27  | 16  |
| 2017 | Moto3  | Honda     | QAT 15  | ARG 8   | AME DNF | SPA DNF | FRA DNF | ITA DNF | CAT 10  | NED 8   | DUI 9   | TSJ 8   | OOS DNF | GBR 11  | SMR DNF | ARA 13  | JPN 4   | AUS 9   | MAL DNF | VAL 11  |         |        | 14  | 71  |
| 2018 | Moto3  | Honda     | QAT DNS | ARG 21  | AME 9   | SPA 6   | FRA 9   | ITA 17  | CAT 5   | NED 13  | DUI DNF | TSJ 14  | OOS 18  | GBR C   | SMR DNF | ARA 6   | THA DNF | JPN 15  | AUS 4   | MAL 9   | VAL DNF |        | 14  | 71  |
| 2019 | Moto3  | Honda     | QAT DNF | ARG 13  | AME DNF | SPA 2   | FRA DNF | ITA 8   | CAT 19  | NED DNF | DUI 8   | TSJ DNF | OOS DNF | GBR 5   | SMR 1   | ARA 6   | THA DNF | JPN 4   | AUS 4   | MAL DNF | VAL 4   |        | 8   | 124 |
| 2020 | Moto3  | Honda     | QAT 5   | SPA 8   | AND 1   | TSJ DNF | OOS 10  | STI 7   | SMR 3   | EMI DNS | CAT     | FRA DNF | ARA 8   | TER DNF | EUR DNF | VAL DNF | POR DNF |         |         |         |         |        | 12  | 83  |
| 2021 | Moto3  | Honda     | QAT 8   | DOH 12  | POR DNF | SPA DNF | FRA DNF | ITA 10  | CAT DNF | DUI 8   | NED 5   | STI 15  | OOS 11  | GBR 5   | ARA 9   | SMR 15  | AME 9   | EMI DNF | ALG 9   | VAL DNF |         |        | 14  | 76  |
| 2022 | Moto3  | Honda     | QAT DNF | INA 10  | ARG 5   | AME 10  | POR 12  | SPA DNF | FRA 5   | ITA 3   | CAT 3   | DUI 5   | NED 4   | GBR DNF | OOS 2   | SMR 6   | ARA 12  | JPN DNF | THA DNF | AUS DNF | MAL DNF | VAL 14 | 7   | 130 |
| 2023 | Moto3  | Honda     | POR 14  | ARG 1   | AME DNF | SPA 8   | FRA 13  | ITA DNF | DUI     | NED     | GBR DNF | OOS 13  | CAT 8   | SMR 15  | IND DNF | JPN DNF | INA     | AUS     | THA     | MAL     | QAT     | VAL    | 19  | 50  |
| 2024 | Moto3  | Husqvarna | QAT 9   | POR 12  | AME 6   | SPA 25  | FRA 9   | CAT 15  | ITA DNF | NED DNF | DUI 9   | GBR 10  | OOS 12  | ARA 14  | SMR 8   | EMI 11  | INA 7   | JPN 7   | AUS 15  | THA 10  | MAL DNF | SOL 13 | 14  | 91  |